# José Aníbal Verdaguer
José Aníbal Verdaguer y Corominas (El Plumerillo, 15 de abril de 1877 - Mendoza, 19 de julio de 1940) fue un sacerdote católico argentino, primer Obispo de Mendoza.

## Biografía
Vivió parte de su infancia en Gerona (España), antes de regresar a su Mendoza natal. Estudió en el Seminario Conciliar de San Juan y fue ordenado sacerdote por el obispo Marcolino del Carmelo Benavente en 1901. Fue párroco de la Iglesia Matriz de la ciudad de Mendoza, vicario foráneo en esa ciudad, y posteriormente regresó a San Juan para ejercer como rector del Seminario.
El 30 de septiembre de 1934 fue nombrado obispo de la recién creada diócesis de Mendoza por el Papa Pío XI. La diócesis se separaba así de la de San Juan de Cuyo, a la cual quedaba igualmente subordinada, ya que aquella pasaba a ser una arquidiócesis. La diócesis incluía los territorios de la provincia de Mendoza y el Territorio Nacional del Neuquén.
La tarea que desempeñó fue esencialmente fundacional: creó el seminario de la nueva diócesis, compró un edificio para palacio episcopal, creó al menos dos nuevas parroquias, y visitó todas las de su diócesis. En 1937 fundó la congregación de las Hermanas Obreras Catequistas de Jesús Sacramentado.
Fue, además, un prolífico historiador, con publicaciones tan importantes como la Historia Eclesiástica de Cuyo (1931) y la Historia de Mendoza (1935).
Falleció en su sede episcopal en 1940, y sus restos descansan en la Catedral de Mendoza.